# اچ‌ام‌اس دومینیکا (۱۸۱۰)
اچ‌ام‌اس دومینیکا (۱۸۱۰) (به انگلیسی: HMS Dominica (1810)) یک کشتی است. این کشتی در سال ۱۸۰۵ ساخته شد.